# Đurđica Ugarković

Đurđica Ugarković, hrvatska biokemičarka, članica suradnica HAZU od 2016. godine.

## Životopis
Znanstvena je savjetnica Instituta Ruđer Bošković i naslovna redovita profesorica biokemije na Prirodoslovno-matematičkom fakultetu u Zagrebu. Glavni joj je znanstveni interes proučavanje uloge nekodirajućeg DNK u nastanku epigenetskih modifikacija, odnosno u genskoj regulaciji. Njezina istraživanja prvi su put pokazala da nekodirajući satelitski DNK regulira aktivnost gena u uvjetima oporavka nakon termičkog stresa te sudjeluje u procesu prilagodbe organizma na promijenjene okolišne uvjete. Na temelju ostvarenih rezultata izabrana je 2000. godine u Europsku akademiju za molekularnu biologiju (EMBO) kao prva znanstvenica iz Hrvatske. Europska komisija odobrila joj je 2006. godine projekt u iznosu od 550.000 EUR namijenjen istraživanju nekodirajućeg DNK. Objavila je 73 znanstvena rada, koja su citirana 1.536 puta (WoS), h-index 25. U suradnji s izdavačkom kućom Springer uredila je dvije knjige: Centromere: structure and evolution (2009.) i Long Non-coding RNAs (2011.). Voditeljica je Laboratorija za evolucijsku genetiku IRB-a (od 2001. do sada), a obnašala je dužnost predstojnice Zavoda za molekularnu biologiju IRB-a (2001. – 2005.), pomoćnice ravnatelja IRB-a (2010. – 2012.) te predsjednice Hrvatskoga genetičkog društva (2002. – 2007.).